# Wiesenfelden
Wiesenfelden település Németországban, azon belül Bajorországban. Lakosainak száma 3881 fő (2023. december 31.).

## Népesség
A település népessége az elmúlt években az alábbi módon változott:
| Lakosok száma | 1384 | 1469 | 3003 | 3054 | 3633 | 3664 | 3712 | 3750 | 3831 | 3881 |
|               | 1875 | 1950 | 1970 | 1987 | 2012 | 2013 | 2015 | 2017 | 2021 | 2023 |